# Gabriel Lundberg
Gabriel Ifeanyi Lundberg (Copenaghen, 4 dicembre 1994) è un cestista danese.

## Palmarès

### Club

#### Competizioni nazionali
- Campionato danese: 1

Horsens IC: 2015-16
- Coppa di Danimarca: 1

Horsens IC: 2015
- Coppa di Polonia: 1

Zielona Góra: 2021
- Supercoppa polacca: 1

Zielona Góra: 2020
- Supercoppa italiana: 2

Virtus Bologna: 2022, 2023
- Campionato serbo: 1

Partizan: 2024-25

#### Competizioni internazionali
- VTB United League: 1

CSKA Mosca: 2020-21
- Supercoppa VTB United League: 1

CSKA Mosca: 2021
- Coppa Intercontinentale: 1

Canarias: 2020
- Lega Adriatica: 1

Partizan: 2024-25

### Individuale
- VTB United League Newcomer of the Year: 1

Zielona Góra / CSKA Mosca: 2020-21